# 西鉄久留米駅

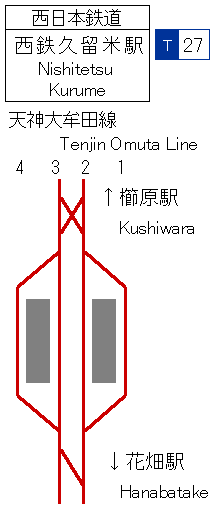
配線図

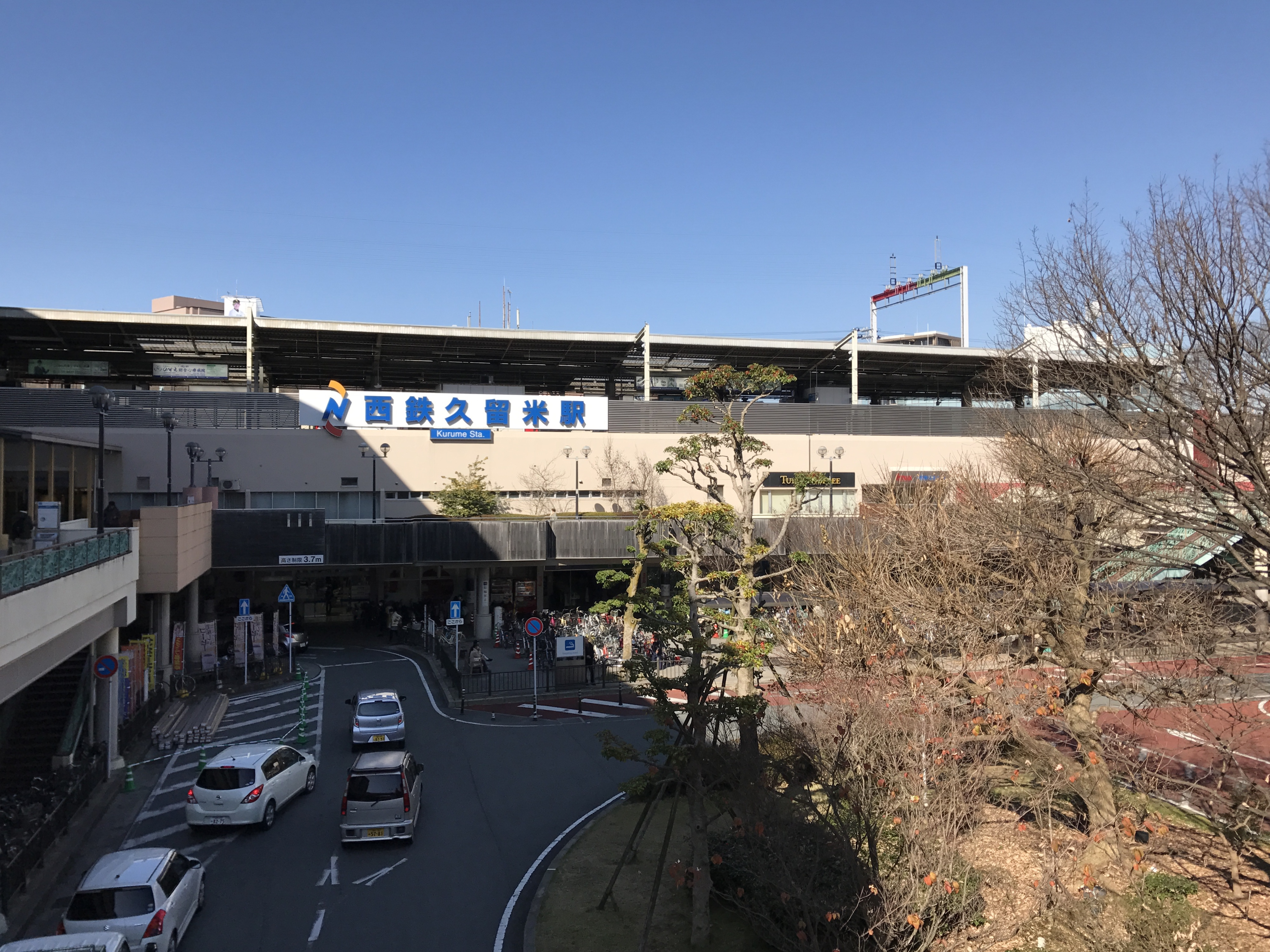
駅舎（2017年2月）

西鉄久留米駅（にしてつくるめえき）は、福岡県久留米市東町にある西日本鉄道（西鉄）天神大牟田線の駅である。駅番号はT27。全列車停車駅である。
中核市である久留米市の中心駅。九州旅客鉄道（JR九州）にも久留米駅があるが、当駅から2km以上離れている。地元ではバスセンターやレイリア久留米（旧：エマックス・クルメ）を含む、駅と商業施設全体を指して単に「西鉄」と呼ばれることが多く、JR久留米駅と区別する際にもこの呼び方が使われる。

## 歴史

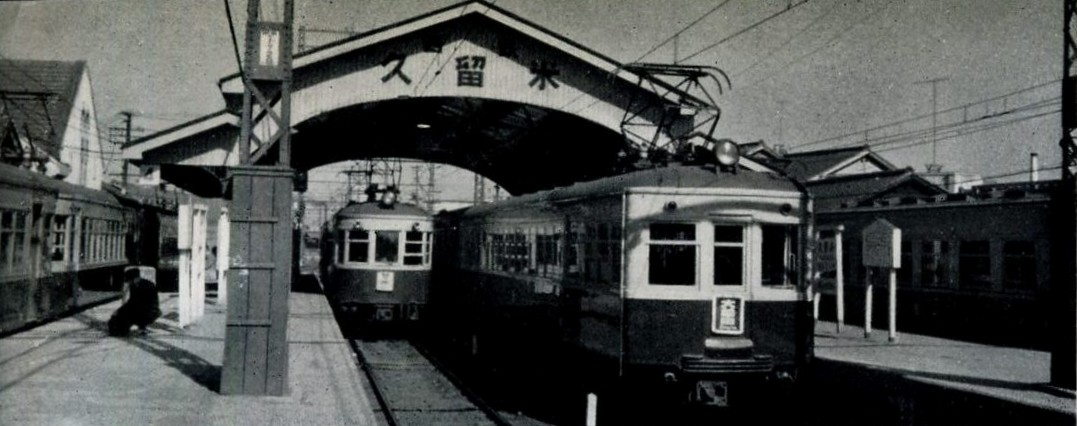
1958年（昭和33年）頃の西鉄久留米駅

- 1924年（大正13年）4月12日：九州鉄道（2代）の終着駅として開業。
- 1939年（昭和14年）7月1日：九鉄久留米駅に改称届出[1]。
- 1942年（昭和17年）9月22日：西日本鉄道発足により、西鉄久留米駅に改称。
- 1969年（昭和44年）3月1日：駅の高架化[2]。
- 1987年（昭和62年）10月1日：自動改札機導入[3]。
- 1993年（平成5年）12月16日：2階コンコースからホームへのエスカレーター設置。
- 1997年（平成9年）5月24日：ステーションパル（案内係）配置。
- 2008年（平成20年）5月18日：ICカードnimoca供用開始。
- 2015年（平成27年）2月：液晶式列車案内装置の使用開始[4]、案内放送システム更新。
- 2017年（平成29年）2月1日：駅ナンバリングを導入[5]。
- 2022年（令和4年）7月：耐震化工事のため、大牟田方面と福岡方面のホームにつながる下りエスカレーターを一本使用停止中。
- 2024年（令和6年）10月12日：エマックス・クルメをレイリア久留米に改称しグランドオープン[6]。

## 駅構造

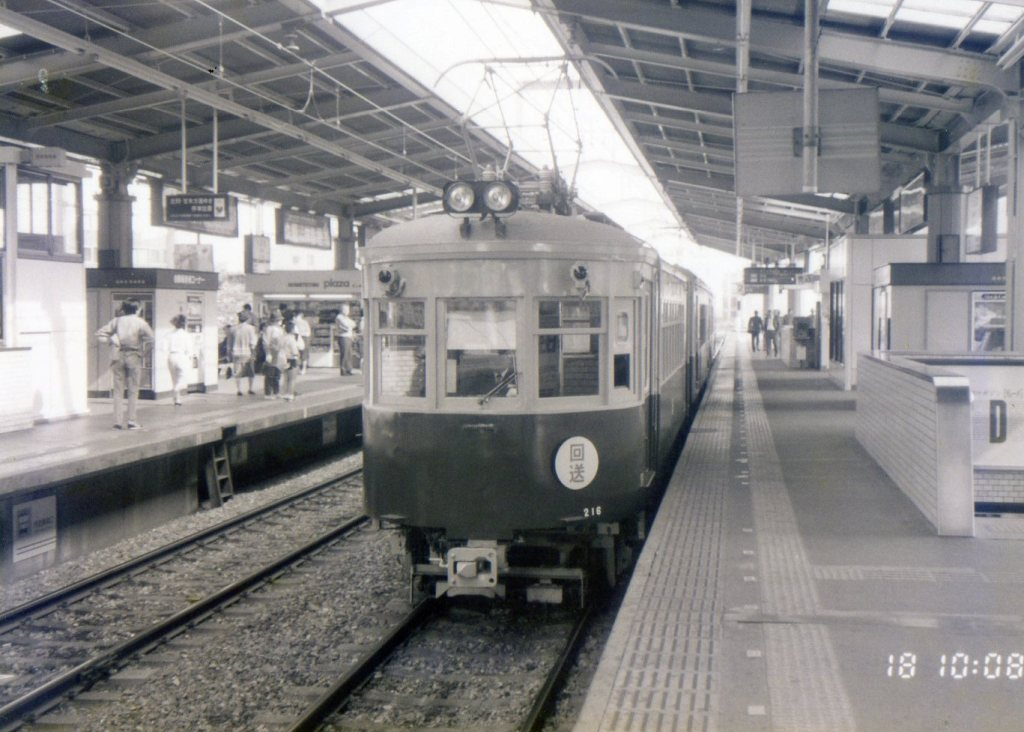
停車中の200形 1989年（平成元年）

島式ホーム2面4線を持つ高架駅。1階にバスターミナル、2階に改札口、3階にホームがある。1969年（昭和44年）3月に高架化された。ホーム有効長は1・2番線は7両、3・4番線は8両分ある。
ごく少数だが、当駅折り返し列車が設定されている。また、津福までの急行列車は当駅より普通列車に切り替わる。
西鉄福岡（天神）方に渡り線が設定されている。
| のりば | 路線          | 方向 | 行先                           |
| ------ | ------------- | ---- | ------------------------------ |
| 1・2   | ●天神大牟田線 | 下り | 柳川・大牟田方面               |
| 3・4   | ●天神大牟田線 | 上り | 甘木・二日市・福岡（天神）方面 |

## 利用状況
2022年度の1日平均乗降人員は28,355人であり、西鉄の駅の中で4番目に多い。1992年度に過去最高の60,261人を記録して以降、乗降客数は減少傾向にあるものの、JR久留米駅の2倍以上の利用者がある。
当駅は長期に渡り、西鉄福岡（天神）駅に次いで第2位の利用者数であった。しかし、利用者数の減少と隣駅である花畑駅の特急停車駅昇格に伴う分散化、更に福岡市内の利用者が増えた為、2012年度から薬院駅に抜かれて第3位に降格。2013年度には大橋駅の乗降人員増加により順位が入れ替り、第4位に降格した。
各年度の1日平均乗車および乗降人員は下表のとおり。
| 年度   | 1日平均 乗車人員 | 1日平均 乗降人員 |
| ------ | ---------------- | ---------------- |
| 1992年 |                  | 60,261           |
| 2007年 | 19,803           | 39,478           |
| 2008年 | 19,402           | 39,051           |
| 2009年 | 18,603           | 37,338           |
| 2010年 | 18,282           | 36,495           |
| 2011年 | 17,918           | 35,747           |
| 2012年 | 17,507           | 34,881           |
| 2013年 | 17,670           | 35,142           |
| 2014年 | 16,869           | 33,475           |
| 2015年 | 16,937           | 33,668           |
| 2016年 | 16,884           | 33,555           |
| 2017年 | 17,035           | 33,859           |
| 2018年 | 17,302           | 34,419           |
| 2019年 | 17,023           | 33,854           |
| 2020年 |                  | 24,321           |
| 2021年 |                  | 25,213           |
| 2022年 |                  | 28,355           |

## 駅周辺

### 東町交差点
駅のすぐ北側（久留米岩田屋本館横）には国道3号（路線に重複する国道325号を含む）、国道209号、国道322号が交差する東町交差点がある。西鉄久留米駅付近の天神大牟田線が高架構造になる前は、福岡行き国道3号と国道209号が交差点のすぐ脇に踏切が横切るという非常に危険な構造になっていた。現在も駅の東西を行き来する車両に加え、バスセンターへの右折車などで混雑している。
日中時は日田方面からの車両を中心に渋滞が生じることが多い。かつては福岡方面の国道3号も時間帯によって渋滞を引き起こしていたが、東櫛原交差点から東町交差点までの4車線改良工事が実施されたことで渋滞がある程度軽減されている。

### 西口

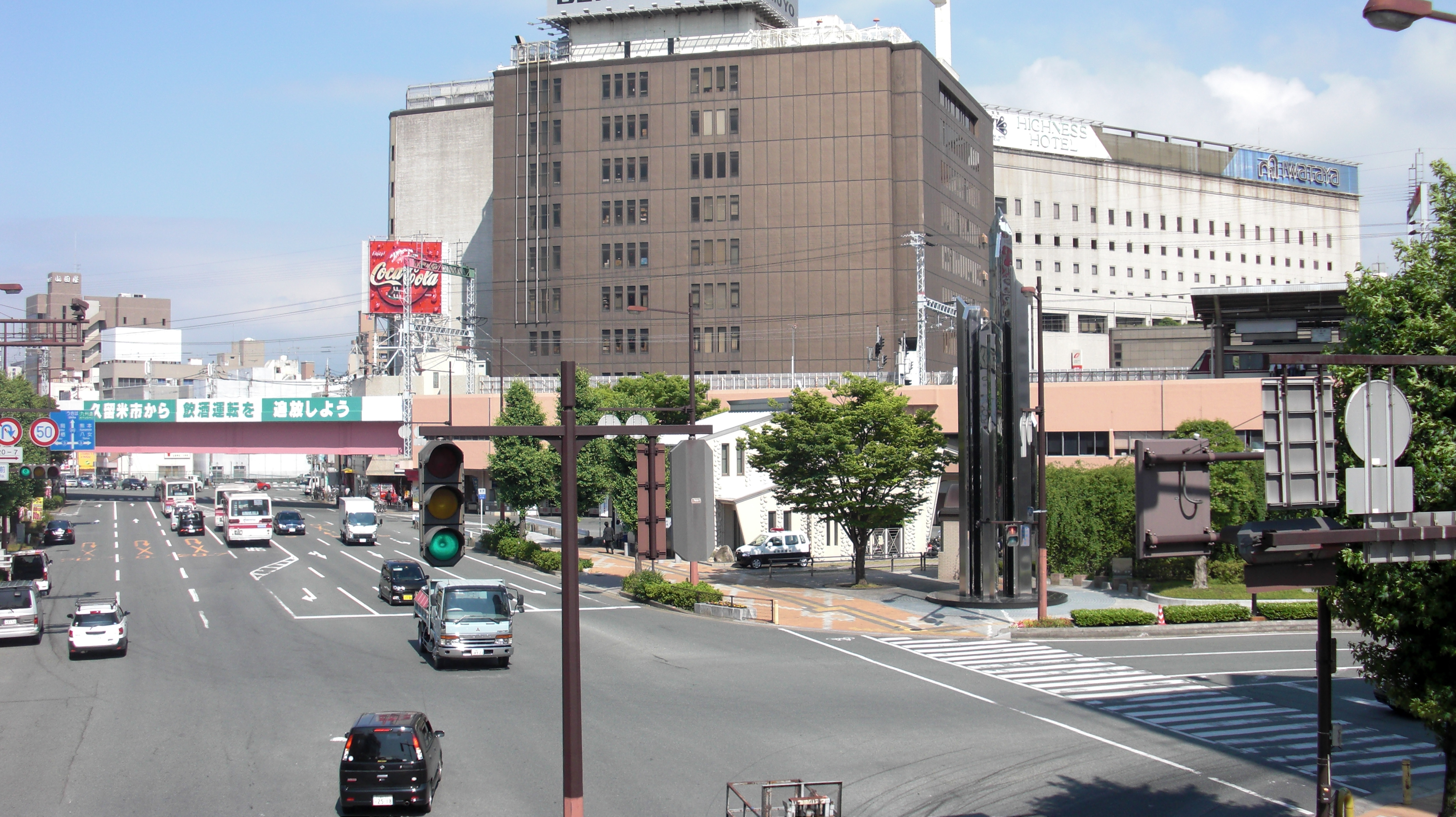
西口周辺

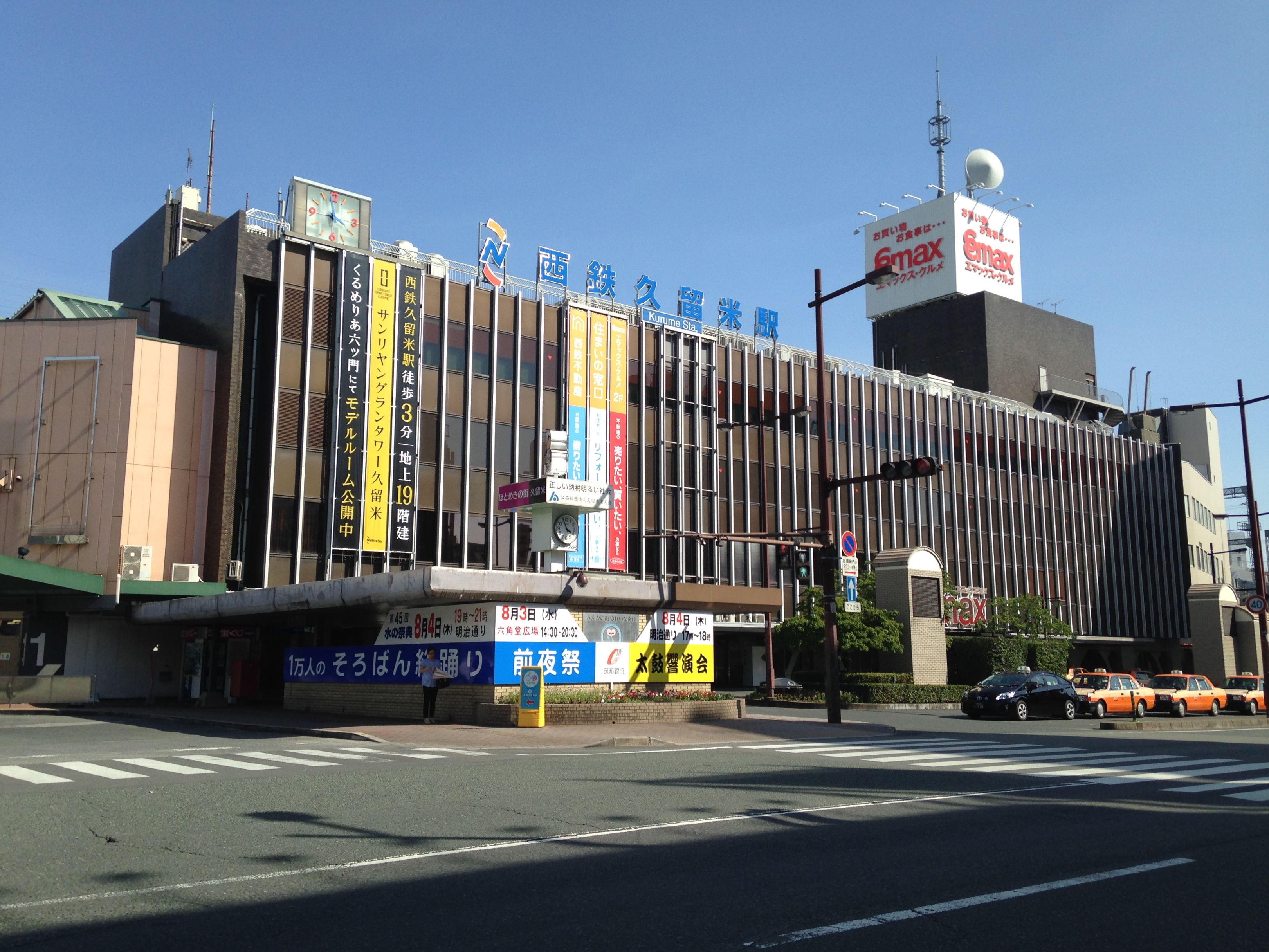
エマックス・クルメ時代の西鉄久留米駅

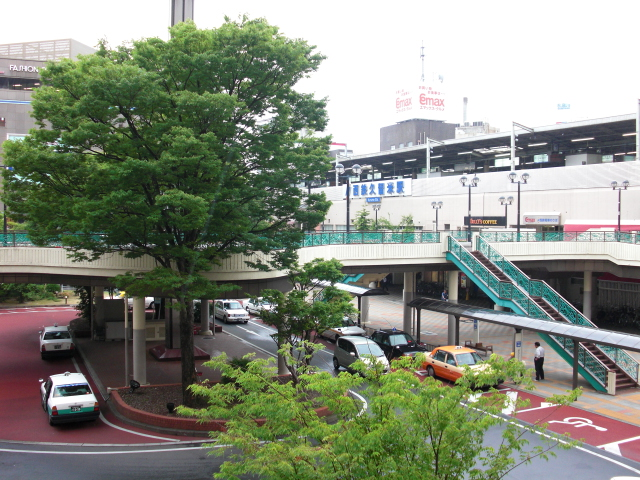
東口周辺

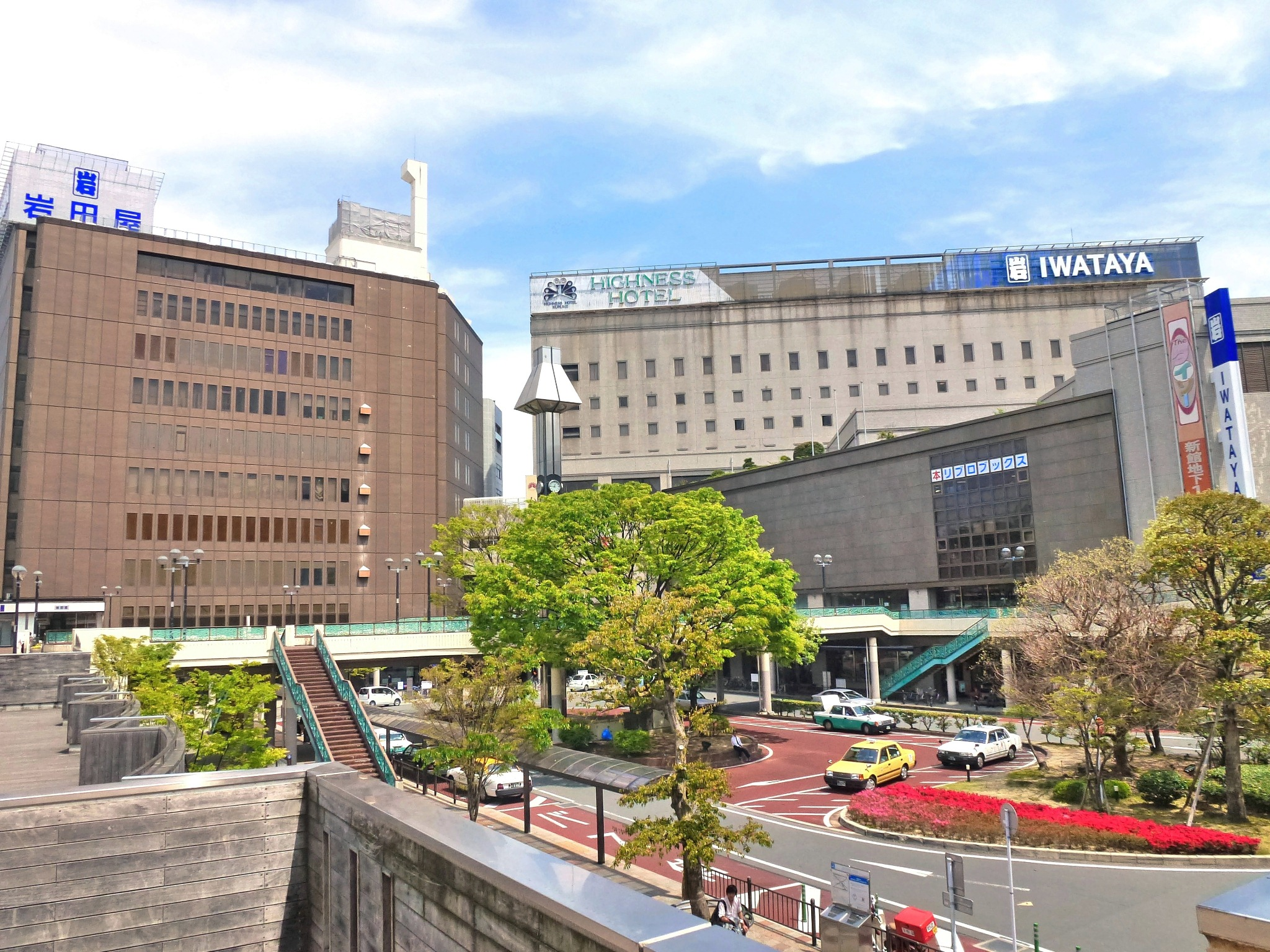
東口より東側を望む。久留米岩田屋本館（左）、新館（右）が立地

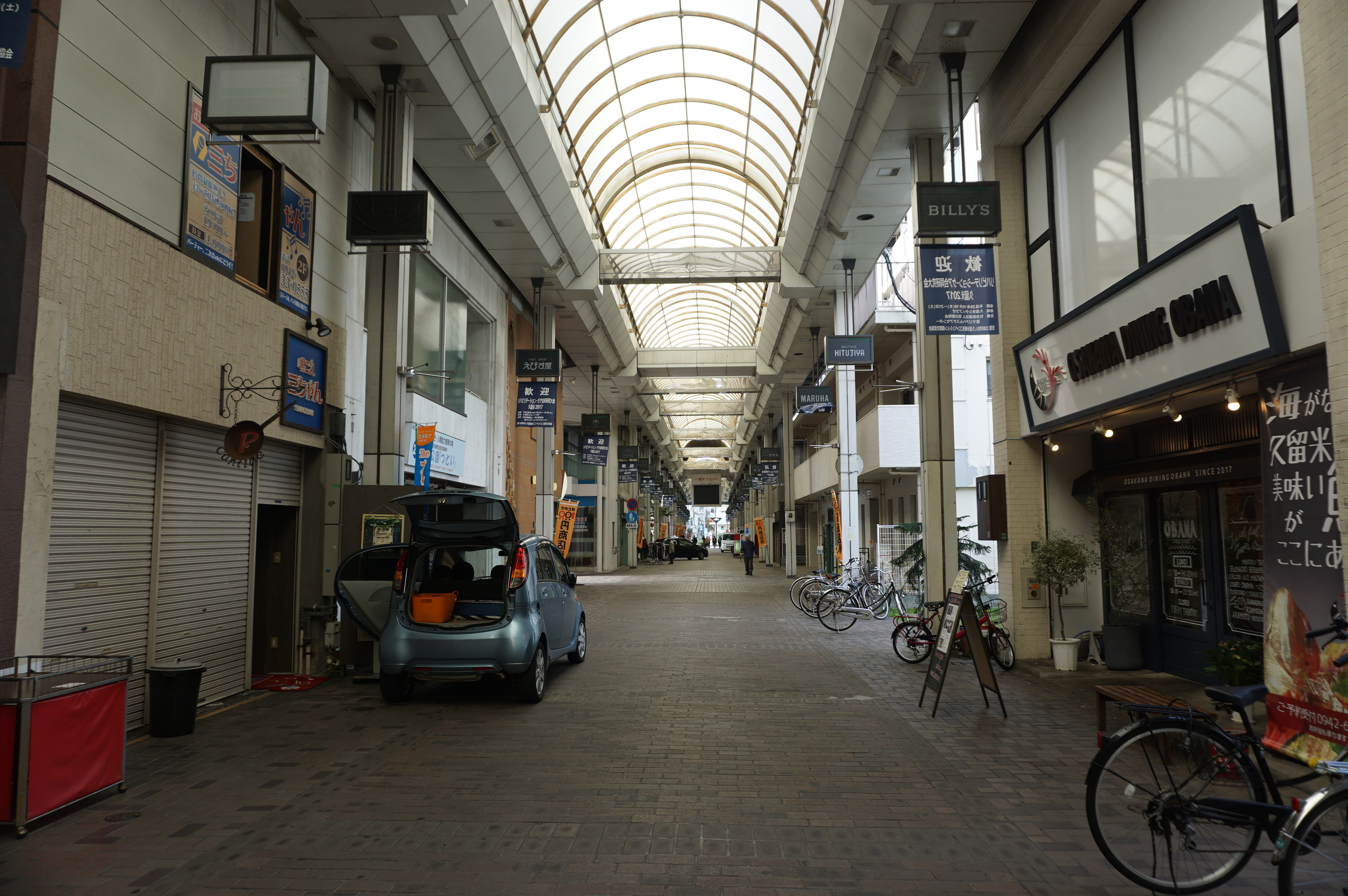
久留米一番街

- レイリア久留米（駅ビル） - 中央改札から接続
- 西鉄久留米バスセンター
- 久留米警察署西鉄久留米駅前交番
- くるめりあ六ツ門
- 明治通り
- 一番街
- 地下駐輪場 - 有料
- 西鉄タクシー専用駐車場
- 久留米ワシントンホテルプラザ
- 久留米ホテル エスプリ
- ザ・セレクトン久留米

### 東口
東口にはロータリーがあり、帰宅ラッシュ時は迎えの車（キスアンドライド）で混み合う。ペデストリアンデッキもあり、駅の2階に直結している。ほとんどの区域が駐輪禁止となっている。
- 岩田屋久留米店
- ドン・キホーテ 西鉄久留米店
- リベール久留米
- ハイネスホテル久留米
- 川島タクシー営業所
- 全教研久留米本部
- 東横INN西鉄久留米駅東口
- 石橋文化センター（徒歩約10分）
- 久留米学園高等学校
- 五穀神社
- 久留米競輪場シャトルバス、京阪神方面高速バスのりば
- 久留米市農業協同組合
  - 本店
  - 中央支店
  - デイサービスセンターひかり
  - 小規模多機能型介護施設ドゥ・ファミーユひかり24

## バス路線

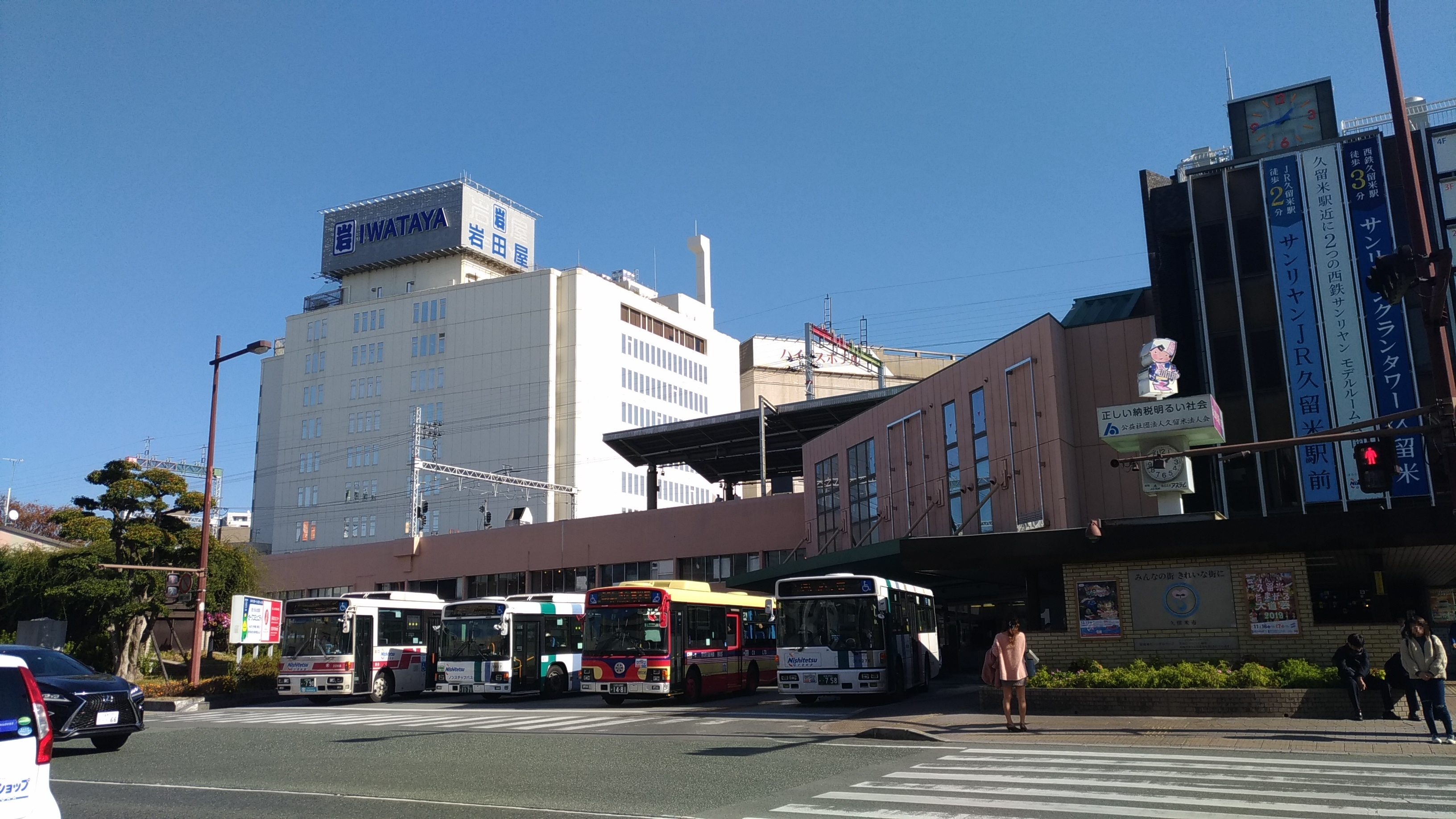
西鉄久留米バスセンター

駅1階には8バースを備える西鉄久留米バスセンターが設置され、福岡空港行きの高速バスの他、久留米市内及び近隣の八女市、筑後市、うきは市などへ行く一般路線バスが発着する。飲食店などのテナントも多数入居している。

## 隣の駅
西日本鉄道
■天神大牟田線
■特急
西鉄二日市駅（T13） - 西鉄久留米駅（T27） - 花畑駅（T28）
■急行
宮の陣駅（T25） - 西鉄久留米駅（T27） - 花畑駅（T28）
■普通
櫛原駅（T26） - 西鉄久留米駅（T27） - 花畑駅（T28）
なお、当駅以南において特急・急行は例外なく同一停車パターンとなっている。